# Marjan Pipenbaher
Marjan Pipenbaher, slovenski gradbeni inženir, podjetnik in predavatelj, * 22. avgust 1957, Ljubljana.

## Življenjepis
V svojem delu se ukvarja večinoma s projektiranjem mostov. Med njegove najodmevnejše projekte sodijo Most Pelješac (Hrvaška, 2022), most Nissibi čez Evfrat (Turčija, 2015), Most Millennium v Podgorici (Črna gora, 2006), največji železniški viadukt v Izraelu (2017) in viadukt Črni Kal (2004).
Živi v Slovenski Bistrici. Diplomiral je leta 1981 na mariborski gradbeni fakulteti. Ponting inženirski biro d.o.o. je ustanovil skupaj z Viktorjem Markljem leta 1990, potem ko sta zapustila inženirski biro Gradis. Leta 2002 je ustanovil še konzultatsko podjetje Pipenbaher inženirji. 
Na Fakulteti za gradbeništvo, prometno inženirstvo in arhitekturo v Mariboru je leta 1986 pričel delati kot asistent, od leta 2000 pa kot predavatelj predmeta »prednapete betonske konstrukcije«.. 

## Glavni projekti
Pomembnejši projekti po letu dokončanja in vrsti:

### Mostovi
- Koroški most, Maribor, Slovenija (1996)
- Viadukt Črni Kal, Slovenija (2004)
- Viadukt Bivje, Slovenija (2004)
- Most Millennium, Podgorica, Črna Gora (2006)
- Viadukt Bonifika, Koper, Slovenija (2007)
- Viadukt Dobruša, Slovenija (2010)
- Viadukta Peračica, Slovenija (2012)
- Most Giborim, Haifa, Izrael (2012)
- Most Nissibi čez reko Evfrat, avtocesta Adiyaman - Diyarbakir, Turčija (2015)
- Viadukta Oued Menar, Alžirija (2016)
- High speed railway bridge no. 10, HSR Tel Aviv - Jerusalem, Izrael (2017)
- Most Kömürhan, Turčija (2021)
- Most Pelješac, Hrvaška (2022)

### Mostovi za pešce in kolesarje
- Most za pešce in kolesarje preko Drave na Ptuju, Slovenija (1997)
- Brv Irča vas čez Krko, Novo mesto (2023)
- Brv Kandija, Novo mesto  (2023)

### Trenutni
- Viadukt Gabrovica na drugem tiru železniške proge Divača - Koper, odsek Črni Kal – Koper (v izvedbi)
- Viadukt Vinjan na drugem tiru železniške proge Divača - Koper, odsek Črni Kal - Koper (v izvedbi)
- Avtocestni most z vzporednim peš mostom čez reko Krko, Novo mesto, Slovenija (projekt za izvedbo)

### Izbrane reference
- Viadukt Črni Kal, Slovenija (2004)
- Koroški most, Maribor (1996)
- Viadukta Tabor 1 in Tabor 2, Rebernice, Slovenija (2009)
- Viadukt Bonifika v Kopru, Slovenija (2008)
- Most za pešce in kolesarje preko Drave na Ptuju, Slovenija (1997)

## Nagrade
- 2023 Občina Slovenska Bistrica –  Podelitev naziva Častni občan občine Slovenska Bistrica[3]
- 2022 Časnik DELO podeli naziv – Delova osebnost leta 2022[4]
- 2022 IZS – Nagrada Inženirske zbornice Slovenije za inženirsko odličnost[5]
- 2022 Najvišje akademsko priznanje - Častni doktorat Univerze v Mariboru; Za izjemne dosežke na področju razvoja novih konstrukcijskih zasnov mostov, projektiranja in izgradnje najzahtevnejših mostov v evropskem in svetovnem merilu ter prispevek k večanju ugleda Univerze v Mariboru[6]
- 2022 Državno odlikovanje Republike Slovenije – Srebrni red za zasluge - Za izjemne dosežke v projektiranju in izgradnji velikih mostov v slovenskem in evropskem merilu[7]
- 2022 Hrvatska komora inženjera građevinarstva: Nagrada KOLOS za izjemne dosežke v inženirski stroki – Projekt Most Pelješac[8]
- 2021 Nagrada Časnika Finance za posebne dosežke v gospodarstvu [9]
- 2019 Nagrada Jožefa Mraka za inovativnost [10] za Most Pelješac
- 2019 Listina Slovenske Bistrice[11] za dr. Viktorja Marklja in Marjana Pipenbaherja
- 2018 Republika Slovenija /Puhovo nagrado za vrhunske dosežke na področju projektiranja mostov[12]
- 2017 Nagrada Inženirske zbornice Slovenije za večkratne izjemne inženirske dosežke[13]
- 2017 Nagrada izraelskega združenja gradbenih inženirjev za izjemne inženirske dosežke za most Bridge no. 10 v Izraelu[14]
- 2013 Društvo gradbenih inženirjev in tehnikov Maribor / DGIT Maribor, Naziv Častni član za izjemne dosežke na področju razvoju gradbeništva
- 2009 Društvo gradbenih inženirjev in tehnikov Maribor / DGIT Maribor, Priznanje, - Naziv Inženir leta[2]
- 2006 Priznanje družbe DRC za raziskave v cestni in prometni stroki za izjemne inženirske dosežke na področju projektiranja premostitvenih objektov in velik prispevek pri razvoju cestne stroke
- 2004 IZS - Nagrado Inženirske zbornice Slovenije za izjemne inženirske dosežke[15]
- 2004 Univerza v Mariboru, Zlata plaketa[16] : Zlata plaketa Marjanu Pipenbaherju in Viktorju Markelju
- 1999 Nagrada OJK pri GZS za Most za pešce in kolesarje preko Drave na Ptuju
- 1999: ECCS Evropsko nagrado za jeklene konstrukcije / Most za pešce in kolesarje preko reke Drave na Ptuju, Slovenija